# Sant Andrieu (Puèi Domat)
Saint-André-le-Coq és un municipi francès situat al departament del Puèi Domat i a la regió d'Alvèrnia-Roine-Alps. L'any 2007 tenia 488 habitants.

## Demografia

### Població
El 2007 la població de fet de Saint-André-le-Coq era de 488 persones. Hi havia 182 famílies de les quals 44 eren unipersonals (12 homes vivint sols i 32 dones vivint soles), 59 parelles sense fills, 67 parelles amb fills i 12 famílies monoparentals amb fills.
La població ha evolucionat segons el següent gràfic:
Habitants censats

### Habitatges
El 2007 hi havia 232 habitatges, 196 eren l'habitatge principal de la família, 10 eren segones residències i 26 estaven desocupats. 228 eren cases i 1 era un apartament. Dels 196 habitatges principals, 173 estaven ocupats pels seus propietaris, 15 estaven llogats i ocupats pels llogaters i 8 estaven cedits a títol gratuït; 6 tenien dues cambres, 20 en tenien tres, 44 en tenien quatre i 127 en tenien cinc o més. 97 habitatges disposaven pel capbaix d'una plaça de pàrquing. A 76 habitatges hi havia un automòbil i a 108 n'hi havia dos o més.

### Piràmide de població
La piràmide de població per edats i sexe el 2009 era:
| Homes | Edats   | Dones |
| ----- | ------- | ----- |
| 0     | 95 o +  | 0     |
| 0     | 90 a 94 | 4     |
| 0     | 85 a 89 | 8     |
| 4     | 80 a 84 | 20    |
| 16    | 75 a 79 | 8     |
| 16    | 70 a 74 | 12    |
| 20    | 65 a 69 | 8     |
| 16    | 60 a 64 | 16    |
| 12    | 55 a 59 | 28    |
| 20    | 50 a 54 | 16    |
| 16    | 45 a 49 | 16    |
| 8     | 40 a 44 | 8     |
| 16    | 35 a 39 | 12    |
| 32    | 30 a 34 | 12    |
| 20    | 25 a 29 | 12    |
| 12    | 20 a 24 | 8     |
| 12    | 15 a 19 | 12    |
| 8     | 10 a 14 | 12    |
| 4     | 5 a 9   | 8     |
| 8     | 0 a 4   | 20    |

## Economia
El 2007 la població en edat de treballar era de 310 persones, 230 eren actives i 80 eren inactives. De les 230 persones actives 212 estaven ocupades (120 homes i 92 dones) i 18 estaven aturades (10 homes i 8 dones). De les 80 persones inactives 23 estaven jubilades, 24 estaven estudiant i 33 estaven classificades com a «altres inactius».

### Ingressos
El 2009 a Saint-André-le-Coq hi havia 201 unitats fiscals que integraven 499 persones, la mediana anual d'ingressos fiscals per persona era de 16.291 €.

### Activitats econòmiques
Dels 16 establiments que hi havia el 2007, 1 era d'una empresa de fabricació d'altres productes industrials, 5 d'empreses de construcció, 2 d'empreses de comerç i reparació d'automòbils, 1 d'una empresa d'hostatgeria i restauració, 1 d'una empresa financera, 1 d'una empresa de serveis, 3 d'entitats de l'administració pública i 2 d'empreses classificades com a «altres activitats de serveis».
Dels 6 establiments de servei als particulars que hi havia el 2009, 1 era un paleta, 1 guixaire pintor, 1 lampisteria, 1 electricista, 1 perruqueria i 1 restaurant.
L'únic establiment comercial que hi havia el 2009 era una botiga de material esportiu.
L'any 2000 a Saint-André-le-Coq hi havia 45 explotacions agrícoles que ocupaven un total de 1.848 hectàrees.

## Equipaments sanitaris i escolars
El 2009 hi havia una escola elemental.

## Poblacions més properes
El següent diagrama mostra les poblacions més properes.